# Манагазово
Манага́зово (рос. Манагазово, башк. Мәнәгәҙ) — присілок у складі Балтачевського району Башкортостану, Росія. Входить до складу Тошкуровської сільської ради.
Населення — 87 осіб (2010; 117 у 2002).
Національний склад:
- башкири — 96 %